# سندبهرام
سندبهرام، روستایی در دهستان سند میرثوبان بخش مرکزی شهرستان دشتیاری در استان سیستان و بلوچستان ایران است.

## جمعیت
بر پایه سرشماری عمومی نفوس و مسکن در سال ۱۳۹۵، جمعیت این روستا برابر با ۶۵۸ نفر (۱۱۵ خانوار) بوده‌است.
جمعیت تقریبی این روستا در سال ۱۴۰۰ برابر با 964 نفر بوده است. این روستا یکی از قدیمی ترین روستاهای شهرستان دشتیاری می باشد . نام دیگر این روستا سند شیران میباشد.